# Allium djimilense
Allium djimilense är en amaryllisväxtart som beskrevs av Pierre Edmond Boissier och Eduard August von Regel. Allium djimilense ingår i släktet lökar, och familjen amaryllisväxter. Inga underarter finns listade i Catalogue of Life.